# كينغا بريس
كينغا بريس (بالبولندية: Kinga Preis)‏ (و. 1971 – م) هي ممثلة من بولندا. ولدت في فروتسواف .

## روابط خارجية
- كينغا بريس على موقع IMDb (الإنجليزية)
- كينغا بريس على موقع قاعدة بيانات الأفلام العربية
- كينغا بريس على موقع ألو سيني (الفرنسية)
- كينغا بريس على موقع ميوزك برينز (الإنجليزية)
- كينغا بريس على موقع أول موفي (الإنجليزية)
- كينغا بريس على موقع قاعدة بيانات الأفلام السويدية (السويدية)
- كينغا بريس على موقع ديسكوغز (الإنجليزية)
- كينغا بريس على موقع قاعدة بيانات الفيلم (الإنجليزية)
- كينغا بريس على موقع كينوبويسك (الروسية)